# Daniel Sordo
Daniel Sordo Castillo, conegut com a Daniel Sordo (castellà: Dani Sordo)  (Torrelavega, 2 de maig de 1983) és un pilot de ral·lis càntabre participant del Campionat Mundial de Ral·lis. Guanyador del Campionat Mundial de Ral·lis júnior 2005 i del Campionat d'Espanya de Ral·lis d'Asfalt 2005. El seu actual copilot és Cándido Carrera, si bé també ho han estat el molinenc Marc Martí, Diego Vallejo, Carlos del Barrio i Borja Rozada.

## Trajectòria esportiva

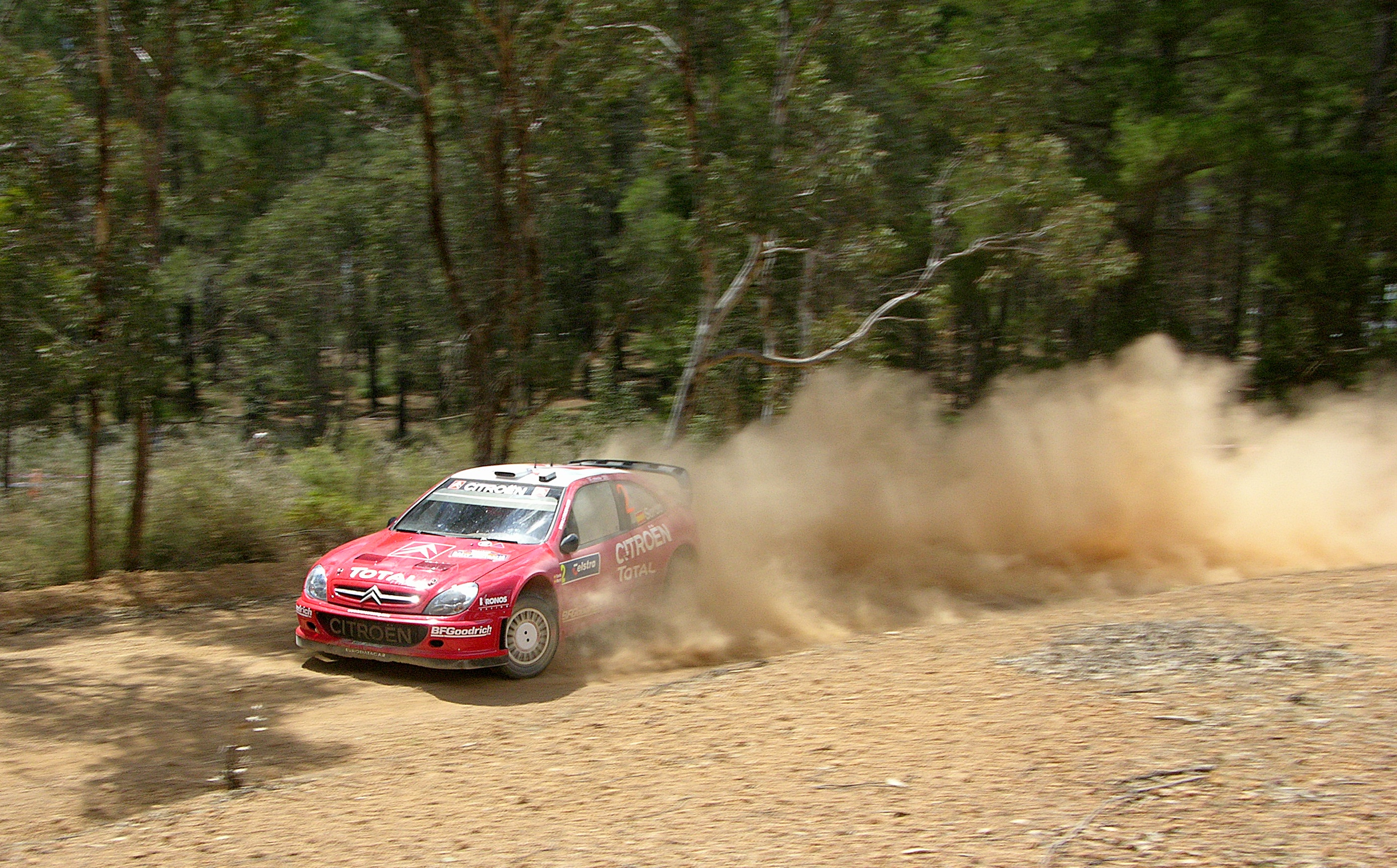
Dani Sordo amb un Citroën Xsara WRC el 2006

### Inicis
Sordo s'inicià en el motocròs amb 12 anys, participant alhora a altres disciplines esportives com els carts, turismes, carreres de muntanya, carreres sobre gel i, finalment, els ral·lis, on d'inici disputà proves del campionat cantàbric.
A partir de l'any 2002 comença a disputar ral·lis tant del Campionat d'Espanya de Ral·lis d'Asfalt com del Campionat d'Espanya de Ral·lis de Terra, debutant en el Campionat Mundial de Ral·lis l'any 2003 amb un Mitsubishi Lancer evo VII al Ral·li Catalunya, on finalitzà en 18a posició. Precisament seria a la temporada 2003 on es proclamaria Campió d'Espanya de Ral·lis júnior, revalidant el títol al 2004.
La temporada 2005 fou especialment laurejada pel pilot càntabre, a bord d'un Citroën C2 de l'equip Belgium's Kronos Racing es proclama campió del Campionat Mundial de Ral·lis júnior, vencent en la seva categoria en el Ral·li de Sardenya, el Ral·li de Finlàndia, el Ral·li d'Alemanya i el Ral·li de Catalunya. També al 2005 va guanyar el Campionat d'Espanya de Ral·lis d'Asfalt. La temporada 2005 fou la primera en la que comptà amb el copilotatge de Marc Martí, fins aleshores copilot del bicampió mundial Carlos Sainz.

### Citroën (2006-2010)
El 2006 va passar a ser el tercer pilot de l'equip Kronos Total per disputar el Campionat Mundial de Ral·lis, junt al campió mundial Sébastien Loeb i el català Xevi Pons. A bord d'un Citroën Xsara WRC, Sordo faria grans resultats al Ral·li de Catalunya i al Tour de Còrsega, provocant que es convertís en el segon pilot de l'equip pel Ral·li d'Alemanya. L'any 2006 finalitzaria 5é del campionat Mundial.
Per la temporada 2007, amb el retorn del Citroën World Rally Team, Sordo es convertí en pilot oficial Citroën junt amb el francès Sébastien Loeb conduint un Citroën C4 WRC. Finalitzà en 4a posició, tot aconseguint 7 podis al llarg de la temporada.
La temporada 2008 finalitzà en tercera posició del Mundial per darrere del seucompany d'equip Sébastien Loeb i del finlandès Mikko Hirvonen, una fita que repetiria a la temporada següent, de nou per darrere dels dos mateixos pilots.
La temporada 2010 seria la última de Dani Sordo a Citroën, disputant alguns ral·lis com a pilot del Citroën World Rally Team i altres com a pilot del Citroën Junior Team, finalitzant cinquè del Mundial. Aquell any canviaria de copilot, començant a córrer amb Diego Vallejo. Paral·lelament, aquell any guanyaria dos ral·lis fora del Campionat Mundial, el Ral·li Àrtic puntuable pel campionat finlandès i el Monza Ral·li Show que és una prova d'exhibició.

### Mini (2011-2012)
Després de deixar Citroën, Sordo recala a l'equip Mini, que justament aquell any debutava de nou al Campionat Mundial de Ral·lis en col·laboració amb Prodrive amb el Mini John Cooper Works WRC, tenint de company d'equip Kris Meeke. La temporada 2011 tan sols farien un calendari parcial, amb el que Sordo tan sols disputaria sis dels ral·lis programats, aconseguint dos podis. Carlos del Barrio es converteix en el seu copilot habitual.
La segona temporada a Mini tampoc va ser complerta i torna a disputar solament sis ral·lis, disputant un setè amb l'equip Ford World Rally Team amb un Ford Fiesta WRC en substitució del lesionat Jari-Matti Latvala. Aquell 2012 també disputaria el Tour de Còrsega, prova puntuable pel Intercontinental Rally Challenge, alçant-se amb la victòria a bord d'un Mini John Cooper Works S2000.

### Citroën (2013)
L'anunci de Sébastien Loeb de disputar solament quatre ral·lis a la temporada 2013 provoca el retorn de Sordo al Citroën World Rally Team com a substitut del campió mundial i company d'equip de Mikko Hirvonen. Aquell any aconseguiria la seva primera victòria al WRC al imposar-se al Ral·li d'Alemanya, finalitzant cinquè del Mundial.
Al finalitzar la temporada guanyaria per segona vegada el Monza Rally Show, aquest cop amb el Citroën DS3 WRC i amb Marc Martí de copilot en substitució de Carlos del Barrio.

### Hyundai (2014-2024)
A partir del 2014 Sordo s'incorpora al equip Hyundai per disputar el Campionat Mundial de forma parcial amb un Hyundai i20 WRC, recuperant a Marc Martí com al seu copilot habitual. Aquella primera temporada acaba segon al Ral·li d'Alemanya com a millor resultat dels sis ral·lis que disputa.
Les temporades 2015, 2016 i 2017 si que les disputarà de forma complerta com a segon pilot del equip, aconseguint diversos podis. A partir de la temporada 2018, Sordo passaria a disputar de forma parcial el Mundial i recuperà a Carlos del Barrio com a copilot habitual. Guanyaria el Ral·li de Sardenya del 2019 i del 2020. L'any 2021 canvia de copilot i comença a córrer amb Borja Rozada, si bé aquella mateixa temporada tornaria a canviar per Cándido Carrera.
La temporada 2022, de nou amb un calendari parcial, dona a Sordo la possibilitat de disputa cinc ral·lis, dels quals finalitza tres en tercera posició: Portugal, Sardenya i Acròpolis. A la última prova de l'any, el Ral·li del Japó, Sordo ha d'abandonar quan el seu cotxe s'incendia, quedant totalment calcinat, tot i que sense afectació ni per a ell ni per al copilot. Finalment, Sordo finalitza vuitè del Mundial.
Malgrat que a principi de 2022 Sordo anuncià la seva retirada al finalitzar aquella temporada, els bon resultats fan que finalment el pilot s'ho repensi i Hyundai anuncià que Sordo seguiria pilotant la tercera unitat del equip de forma compartida amb Craig Breen durant la temporada 2023. Precisament al 2023 disputa set ral·lis, aconseguint acabar en segon lloc del podi al Ral·li de Portugal i en tercer lloc al Ral·li Acròpolis, amb el que finalitzà el Mundial en vuitena posició.
De nou al 2024 Sordo participa puntualment al Campionat Mundial amb la tercera unitat del equip, aconseguint finalitzar tercer del podi al Ral·li de Sardenya. En paral·lel, també disputa la mítica prova de la Pujada a Pikes Peak amb un Hyundai Ioniq 5 N, on guanya la seva categoria i acaba tercer de la general.

## Palmarès
| Campionat                             | Any  |
| ------------------------------------- | ---- |
| Campionat Mundial de Ral·lis Junior   | 2005 |
| Campionat d'Espanya de Ral·lis        | 2005 |
| Campionat d'Espanya Junior de Ral·lis | 2003 |
| Campionat d'Espanya Junior de Ral·lis | 2004 |
| Campionat d'Espanya Junior de Ral·lis | 2005 |

## Victòries al WRC
| # | Ral·li                      | Any  | Copilot           | Vehicle               |
| - | --------------------------- | ---- | ----------------- | --------------------- |
| 1 | 31. ADAC Rallye Deutschland | 2013 | Carlos del Barrio | Citroën DS3 WRC       |
| 2 | 16° Rally Italia Sardegna   | 2019 | Carlos del Barrio | Hyundai i20 Coupe WRC |
| 3 | 17° Rally Italia Sardegna   | 2020 | Carlos del Barrio | Hyundai i20 Coupe WRC |